# Гинек Бочек из Подебрад
Гинек Бочек из Подебрад (Гинек из Подебрад, Гинек Бочек из Кунштата и Подебрад) (нем. Hynek Boček von Podiebrad, чеш. Hynek Boček z Poděbrad; умер 16 октября 1426 года в Нимбурке) — чешско-моравский дворянин и сторонник гуситов.

## Биография
Представитель чешско-моравского дворянского рода Подербадов. Его родителями были Бочек II из Подебрад (ум. 1417) и Анна Элишка из Липе (чеш. Anna Eliška z Lipé), дочь Генриха из Липе (чеш. Jindřich z Lipé). Он часто использовал своё второе имя Бочек в дополнение к имени Гинек, так как это имя имеет длительную историю в его семье.
Гинек из Подебрад впервые упоминается в 1417 году в связи с разделом наследства своего покойного отца, который умер в том же году. Гинек был самым младшим среди сыновей Бочека II и унаследовал панство Подебрады вместе с родовым замком. Ян из Подебрад, старший из братьев, скончался между 1407 и 1409 годом, еще при жизни отца. Второй сын Бочек III (ум. 1429) получил во владение моравские поместья, которыми он управлял вместе с третьим сыном Викторином. Викторин из Подебрад также получил чешские поместья Наход, Гомоле и замок Литице.
Во время Гуситских войн Гинек из Подебрад вначале сражался вместе с оребитами в Восточной Чехии, он был их капитаном. Во время столкновений с умеренными гуситами в Праге Гинек был взят ими в плен. Через год Гинек перешел на сторону умеренных гуситов. В 1423 году Гинек вместе со старшим братом Викторином участвовал в походе гуситов на Моравию. В 1425 году Гинек арестовал своего дальнего родственника Яна Пушку из Кунштата, маршала Нимбурка и владетеля замка Мидловар, и содержал его в плену в Подебрадском замке. Причиной ареста был, вероятно, давний земельный спор между подебрадской и лишицкой линиями рода Кунштат. После смерти в тюрьме Яна Пушки Гинек из Подебрад захватил замок Мидловар и панство Костомлаты, присоединив их к своим владениям. В 1426 году Гинек участвовал в сражении при Аусиге. После сражения у него возникли серьезные разногласия с Прокопом Голым и Кунешем из Беловиц, руководителями таборито-сиротской армии, которые хотели продолжить контрнаступление. Затем табориты двинулись со своими частями в Подебрады, которые безуспешно осаждали пять недель. Когда они отступили и угроза миновала, Гинек со своими солдатами направился к Нимбурку, принадлежавшему таборитам. Однако 16 октября 1426 года он был убит во время вторжения в город, когда вошел через ворота раньше своего отряда.
Гинек из Подебрад не был женат и не оставил детей. После смерти Гинека его владения унаследовал его старший брат Викторин из Подебрад.